# Sites de Seine-Saint-Denis
Sites de Seine-Saint-Denis este o arie protejată (arie de protecție specială avifaunistică — SPA) din Franța întinsă pe o suprafață de 1.157 ha, integral pe uscat.

## Localizare
Centrul sitului Sites de Seine-Saint-Denis este situat la coordonatele 48°56′40″N 2°23′59″E / 48.94444°N 2.39972°E.

## Înființare
Situl Sites de Seine-Saint-Denis a fost declarat arie de protecție specială avifaunistică în baza directivei 79/409 din 1979 referitoare la conservarea păsărilor sălbatice pentru a proteja 19 specii de animale.

## Biodiversitate
Situată în ecoregiunea atlantică, aria protejată nu include niciun habitat protejat.
La baza desemnării sitului se află mai multe specii protejate de  păsări (19): pescăruș albastru (Alcedo atthis), stârc cenușiu (Ardea cinerea), ciuf de câmp (Asio flammeus), buhai de baltă (Botaurus stellaris),  prundaș gulerat mic (Charadrius dubius), erete vânăt (Circus cyaneus), erete cenușiu (Circus pygargus), ciocănitoarea de stejar (Dendrocopos medius), ciocănitoare neagră (Dryocopus martius), becațină comună (Gallinago gallinago), stârc pitic (Ixobrychus minutus), sfrâncioc roșiatic (Lanius collurio), gușă albastră (Luscinia svecica), becațină mică (Lymnocryptes minimus), viespar (Pernis apivorus), cristei de baltă (Rallus aquaticus), sitar de pădure (Scolopax rusticola), chiră de baltă (Sterna hirundo), corcodel mic (Tachybaptus ruficollis).
Pe lângă speciile protejate, pe teritoriul sitului au mai fost identificate 5 specii de plante, 23 de specii de păsări, 1 specie de amfibieni.